# Béatrice Métraux
Pour les articles homonymes, voir Métraux.
Béatrice Métraux, née le 11 août 1955 à Arcachon, est une personnalité politique franco-suisse, membre des Verts. Elle est conseillère d'État du canton de Vaud de 2012 à 2022.

## Biographie
Béatrice Métraux naît dans le sud-ouest de la France, à Arcachon, mais passe les 25 premières années de sa vie dans le nord de la France.
Elle est titulaire d'une maîtrise de droit public de l'Université de Lille, d'une licence de droit de l'Université de Lausanne et d'un diplôme de l'Institut universitaire d'études européennes de l'Université de Genève.
Elle s'établit en Suisse en 1981. Après avoir travaillé aux tribunaux des baux et à la justice de paix de l'arrondissement de Lausanne, elle est collaboratrice de l'Office fédéral des réfugiés puis de l'Institut suisse de droit comparé pendant plus de dix-huit ans. Dans les années 1980 et 1990, elle travaille comme juriste privée au Sénégal et pour la coopération suisse au développement au Rwanda et au Mali.
Elle est secrétaire générale de la Fédération des sociétés de fonctionnaires vaudois de janvier 2006 à février 2011, puis en devient la présidente du 1er avril 2011 à son élection au Conseil d'État fin 2011.
De confession catholique romaine, elle est mariée depuis 1983 à Jean-François Métraux, ingénieur forestier et inspecteur cantonal des forêts de 2009 au 31 octobre 2019,,. Ils ont trois garçons.
Elle habite Bottens depuis 1988.

## Parcours politique
Elle s'engage en politique dans les années 2000.
Elle est municipale (exécutif) de Bottens à partir de 2002, à la tête des écoles, de la police des  constructions, des domaines et de l'environnement, de l'informatique. Elle adhère au Verts l'année suivante. Elle devient la syndique de la commune en mai 2011.
Parallèlement, elle est élue députée au Grand Conseil vaudois, où elle siège à partir du 1er juillet 2007. Elle y est le chef du groupe des Verts à partir d'août 2010.
Le 29 septembre 2011, l'Assemblée générale des Verts vaudois la désigne comme candidate à l'élection complémentaire au Conseil d'État, à la suite du décès de Jean-Claude Mermoud. Le 18 décembre 2011, elle est élue au Conseil d'État vaudois ; elle y reprend le Département de l'intérieur. Son élection permet à la gauche de prendre la majorité au gouvernement.
Lors des élections du Conseil d'État pour la législature 2012 à 2017, elle est élue au deuxième tour avec 73 325 suffrages (52,29 %). Elle conserve son département jusqu'au remaniement du 3 octobre 2013, où elle passe au Département des institutions et de la sécurité. Chargée des dossiers sécuritaires, elle s'attelle à augmenter la capacité, à sécuriser et à moderniser le parc pénitentiaire vaudois. Sous son impulsion, de nouvelles places de détention sont ainsi créées aux établissements de la plaine de l'Orbe ou à la prison de la Croisée, et des crédits d'étude sont ouverts pour la construction d'un nouvel établissement pénitentiaire sur le site des Grands-Marais à Orbe,.
En mai 2017, elle est réélue pour un troisième mandat au Conseil d'État. En mars 2020, le Conseil d'État réorganise ses départements à la suite de l'élection de Christelle Luisier. Béatrice Métraux cède les institutions à la nouvelle venue, mais le dossier de l'environnement est rattaché à son nouveau département, renommé Département de l'environnement et de la sécurité.
Le 1er octobre 2021, elle annonce qu'elle ne se représentera pas pour un nouveau mandat.

### Bilan de son action au gouvernement
D'un côté, selon le président de son parti cantonal, elle réussit à ramener le calme dans le service pénitentiaire (secoué en 2013 par l'assassinat d'une jeune fille par un récidiviste,,, qui conduit Béatrice Métraux à décréter un moratoire sur les sorties des condamnés jugés dangereux), notamment en créant davantage de places de prison et en insistant sur la réinsertion,. Elle mène aussi une réforme des curatelles, porte une loi sur le parc locatif visant à apporter une solution à la pénurie de logements (en donnant notamment un droit de préemption aux communes et en leur laissant la possibilité d'imposer des quotas de logements d'utilité publique - loi acceptée par 55,5 % des Vaudois en votation) et une loi sur la reconnaissance des communautés religieuses et présente un plan climat pour le canton. Responsable de la police depuis 2013, elle peut annoncer à plusieurs reprises, à l’occasion de la présentation des bilans sécuritaires, des baisses de la criminalité et des diminutions aux infractions au Code pénal,. 
À la tête des services de l’environnement depuis 2020, elle mène plusieurs projets importants en faveur de la biodiversité, avec notamment une nouvelle loi en faveur du patrimoine naturel et paysager, votée à la quasi-unanimité lors d’un des premiers votes de la nouvelle législature 2022-2027 du Grand Conseil vaudois. Son successeur au gouvernement, Vassilis Venizelos, « salue la force avec laquelle elle a porté l’écologie politique au sein du Conseil d’État ».
De l'autre, son parti a regretté sa discrétion, la presse relevant qu'elle n'est pas « une grande communicatrice » et que sa défense  des intérêts de l'État n'a pas toujours été comprise. Un éditorial publié dans le quotidien vaudois 24 Heures à l'occasion de l'annonce de son départ, juge ainsi qu'« elle n’a jamais aimé trop se faire voir. Ses conférences de presse sont rares et elle ne s’y met guère en avant ». En avril 2021, les Jeunes verts demandent même sa démission en raison de la manière dont elle a géré le mouvement d'occupation de la colline du Mormont, qui visait à empêcher l'extension d'une carrière de ciment.
Début 2023, Béatrice Métraux a pris la co-présidence de la nouvelle section « Gros-de-Vaud » des Verts vaudois.

### Autres mandats
Depuis 2024, elle copréside avec Anne-Catherine Lyon l'Association de défense et de détente des retraités (AVIVO). 